# EC 1.10.3
La EC 1.10.3 è una sotto-sottoclasse della classificazione EC relativa agli enzimi. Si tratta di una sottoclasse delle ossidoreduttasi che include enzimi che utilizzano difenoli e molecole correlate come donatori di elettroni ed ossigeno come accettore.

## Enzimi appartenenti alla sotto-sottoclasse
| numero EC   | nome accettato                |
| ----------- | ----------------------------- |
| EC 1.10.3.1 | catecolo ossidasi             |
| EC 1.10.3.2 | laccasi                       |
| EC 1.10.3.3 | L-ascorbato ossidasi          |
| EC 1.10.3.4 | O-aminofenolo ossidasi        |
| EC 1.10.3.5 | 3-idrossiantranilato ossidasi |
| EC 1.10.3.6 | rifamicina-B ossidasi         |